# Renin-angiotenzin sistem
Renin-angiotenzin sistem je jedan od mehanizama kojim bubrezi učestvuju u kontroli krvnog pritiska. Renin je proteolitički enzim, a oslobađa se kada arterijski pritisak postane prenizak. Renin se u neaktivnom obliku, proreninu, nalazi u jukstaglomerularnim ćelijama bubrega, a promene koje uzrokuje pad arterijskog pritiska dovode do pucanja molekula prorenina i oslobađanja renina. Sam po sebi, renin nije u stanju da modifikuje pritisak, ali deluje na protein angiotenzinogen, koji se proizvodi u jetri, a rezultat ove reakcije je oslobađanje angiotenzina I iz angiotenzinogena. Renin se u cirkulišućoj krvi zadržava najviše jedan sat, utičući za to vreme na stvaranje angiotenzina I. Angiotenzin I je biološki slabo aktivan, on deluje blago vazokonstriktorno, ali ne u dovoljnoj meri da izazove značajne cirkulacijske promene. Međutim, gotovo odmah po njegovom stvaranju, u krvnim sudovima pluća se, pod uticajem angiotenzin-konvertujućeg enzima, od angiotenzina I (koji ima 10 aminokiselina) odvajaju dve aminokiseline, pa tako nastaje peptid od 8 aminokiselina- angiotenzin II. Angiotenzin II se u krvi zadržava vrlo kratko, minut-dva, pošto ga drugi enzimi krvi i tkiva deaktiviraju (angiotenzinaze). Angiotenzin II, putem mehanizma negativne povratne sprege, a pod normalnim okolnostima, inhibira lučenje renina, čime se sprečava pojava hipertenzije.

### Delovanje angotenzina II
Angiotenzin II je vrlo moćan vazokonstriktor. On vrlo brzo u brojnim delovima tela izaziva grčenje krvnih sudova. Vazokonstrikcija je jako izražena u arteriolama, dok je u venama znatno slabija. Konstrikcija arteriola povećava periferni otpor, a time i arterijski pritisak (protok krvi obrnuto je proporcionalan otporu krvnog suda- što je otpor veći, tj. krvni sudovi uži, veći je i pritisak, tj. manji protok). Ovaj sistem je vrlo značajan jer kod povreda koje dovode do obilnog krvavljenja, kada pad pritiska može dovesti do hemoragijskog šoka, dovodi do povećanja arterijskog pritiska. Pored toga, blaga konstrikcija vena doprinosi vraćanju venske krvi u srce, čime se potpomaže njegov rad u uslovima povećanog pritiska. Međutim, angiotenzin II ima i značajniji mehanizam delovanja na povećanje arterijskog pritiska- on deluje na bubrege da smanje izlučivanje vode i soli. To postepeno dovodi do povećanja volumena ekstracelularne tečnosti, a time i do povećanja arterijskog pritiska. Ovaj uticaj na regulaciju pritiska od strane angiotenzina II je značajniji od njegovog vazokonstriktornog dejstva jer može potrajati i nekoliko dana, a značajno je od njega i snažnije. Angiotenzin II ima dvostruko dejstvo na bubrege u regulisanju pritiska- (1) on deluje direktno na bubrege da zadržavaju vodu i so i (2) deluje na nadbubrežnu žlezdu da luči aldosteron, koji povećava reapsorpciju vode i soli u bubrežnim kanalićima. Zbog podsticajnog dejstva na lučenje aldosterona, koji takođe ima važnu ulogu u regulaciji arterijskog pritiska, ovaj sistem se neretko naziva renin-angiotenzin-aldosteron. Više od 90% ljudi obolelih od hipertenzije ima takozvanu primarnu (esencijalnu) hipertenziju. To znači da je uzrok pojave bolesti nepoznat, to jest da ne postoji patološko stanje u organizmu koje posledično, sekundarno, dovodi do povećanja krvnog pritiska. Renin-angiotenzin sistem je fundamentalni fiziološki mehanizam regulacije arterijskog pritiska, ali je, nažalost, nepravilno funkcionisanje ovog sistema jedan od ključnih i najčešćih faktora pojave hipertenzije. Hronično, kontinuirano lučenje renina dovodi do povećanja pritiska, a do njega može dovesti nepravilno funkcionisanje povratne sprege. Mnogi su faktori za koje je naučno dokazano da doprinose pojavi hipertenzije, kao što su stres, genetički faktori... ali je izvesno da kod nastanka hipertenzije u većine bolesnika najveću ulogu igra prekomerna telesna masa. Dokazano je da je kod ljudi sa prekomernom telesnom masom prisustvo angiotenzina II i aldosterona povećano 2-3 puta, što je uzrokovano preteranim lučenjem renina.

### ACE inhibitori
ACE inhibitori predstavljaju savremenu grupu lekova za tretman hipertenzije. Ova terapija je zaživela '80- tih godina 20. veka, a prvi lek iz ove grupe, koji se i danas koristi, bio je kaptopril. Delovanje ovih lekova svodi se na blokiranje angiotenzin-konvertujućeg enzima. To sprečava pretvaranje angiotenzina I u angiotenzin II, ali ne uvek, jer ni ovi lekovi, nažalost, nisu delotvorni u 100 posto slučajeva, pa se često pribegava njihovoj kombinaciji sa antihipertenzivnim lekovima iz neke druge grupe.

## Spoljašnje veze
|  | Molimo Vas, obratite pažnju na važno upozorenje u vezi sa temama iz oblasti medicine (zdravlja). |

|  | Molimo Vas, obratite pažnju na važno upozorenje u vezi sa temama iz oblasti medicine (zdravlja). |